# Gudrun Burwitz
Gudrun Burwitz (München, 8 augustus 1929 - Fürstenried, 24 mei 2018), geboren als Gudrun Himmler, was de enige dochter van SS-voorman Heinrich Himmler en diens vrouw Margarete Boden. Haar koosnaampje was Püppi. Ook werd ze weleens de nazi-prinses genoemd.

## Leven
Gudrun had een halfbroer en -zus; nadat haar vader zijn vrouw en kind in 1939 verliet omdat hun huwelijk slecht was, leefde hij jarenlang samen met zijn maîtresse, Hedwig Potthast. Samen kregen zij een zoon en een dochter.

### Na de Oorlog
Na de Tweede Wereldoorlog zat Gudrun Himmler samen met haar moeder vier jaar gevangen in de Britse zone in Duitsland. Later verklaarde ze dat dit de zwaarste jaren van haar leven waren en dat ze enkel moest boeten voor de daden van haar vader die kort na zijn arrestatie zelfmoord had gepleegd. Rond deze tijd trouwde Gudrun Himmler met Wulf-Dieter Burwitz. Het paar kreeg twee kinderen. Ze heeft nooit afstand genomen van de denkbeelden van haar ouders. Zo was ze sinds 1951 actief in de stichting Stille Hilfe, die in nood geraakte of veroordeelde voormalige SS'ers ondersteunt en geld inzamelt voor de neonazibeweging. Ze heeft zich ingespannen om uitlevering van de Nederlandse SS'er Klaas Carel Faber aan Nederland tegen te houden. Ook onderhield ze nauwe contacten met de Nederlandse zwarte weduwe, Florrie Rost van Tonningen-Heubel en bezocht ze altijd bijeenkomsten van SS-veteranen. Ze woonde in Fürstenried, een voorstad van München.

## Overlijden
Gudrun overleed thuis op 24 mei 2018. Ze is 88 jaar geworden. Haar dood werd pas eind juni 2018 bekend gemaakt.

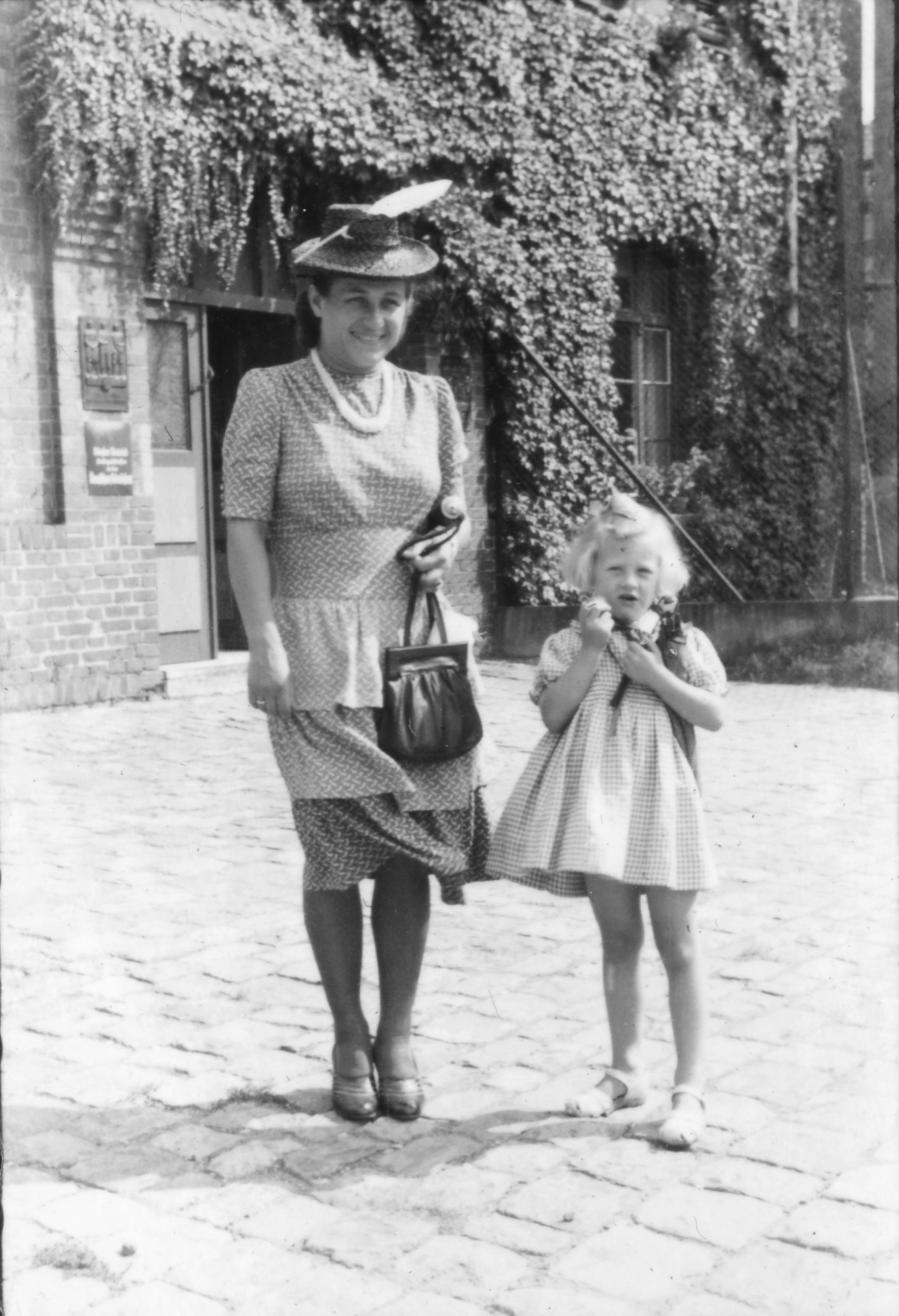
Gudrun Himmler met haar moeder
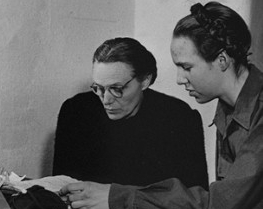
Gudrun Burwitz-Himmler (rechts) met haar moeder Margarete Himmler-Boden (links)